# 레이튼 교수
《레이튼 교수》는 LEVEL-5가 제작하는 퍼즐 어드벤처 게임 시리즈 및 트랜스미디어 프랜차이즈이다. 2007년 《레이튼 교수와 이상한 마을》로 시작해 총 7개의 본편이 발매됐으며, 그 외 모바일 외전, 애니메이션 영화 및 텔레비전 시리즈 등 다양한 매체로 구성됐다.
2007년부터 2008년까지 발매된 첫 삼부작 게임들은 허셜 레이튼 교수와 그의 조수 루크 트라이튼의 모험기를 그렸다. 그 후 2009년부터 2013년까지 발매된 세 작품들은 레이튼과 루크가 만나가 된 시간대를 그린 프리퀄이다. 2017년 발매된 《레이튼 미스터리 저니: 일곱 대부호의 음모》는 레이튼의 딸 카트리에일 레이튼을 주인공으로 한 작품이다. 그 외 캡콤의 《역전재판》와의 크로스오버 작품이 출시됐다.

## 개요
시리즈 도합 판매량 수는 일본 국내에서만 365만장을 돌파하였다. 일본 국내에서의 출하본 수도 2009년 12월 현재 판매되고 있는 제1부작・2부작만 159만장을 돌파했다. 특히 유럽에서는 《매일매일 DS 두뇌 트레이닝》의 소프트 중 하나로 알려져 있으며 《매일매일 DS 두뇌 트레이닝》시리즈에 필적하는 매상을 기록하고 있다. 2010년 7월 기준으로, 시리즈 전 세계 누계 판매량 수는 939만장을 넘었다.
이 시리즈는 과거 유행했던 '포인트앤클릭' 방식의 어드벤처 게임으로 터치스크린을 사용하는 NDS의 장점을 잘 살려냈다. 게임에 등장하는 인물이 출제하는 수수께끼를 풀어나감으로써 마치 추리소설을 읽는 것과 같은 느낌을 준다. 게임 상의 수수께끼는 이야기 전개에 영향을 주지 않는 것이 많아 수수께끼 자체를 즐길 수 있다.
이 작품에 등장하는 수수께끼는 유소년층부터 성인층까지 팬층을 확보하고 있는 다고 아키라의 베스트셀러 작품 《머리의 체조》시리즈를 기초로 제작했으며 다고 아키라도 이 시리즈의 감수로 참가했다.
레이튼 교수 시리즈는 터치펜을 이용하여 쉽게 조작할 수 있다. 또한 오이즈미 요우나 호리키타 마키와 같은 인기 배우를 성우로 기용하여 일반 사용자들에게 매력적인 게임이 되었다. 매 작품마다, 배우가 게임 속 보조 인물의 성우로 등장하고 있다. 덧붙여 오이즈미 요우가 등장하는 것은 프로듀서인 히노 아키히로가 오이즈미의 팬이기 때문이다
《레이튼 교수와 악마의 상자》발매 이후, 공식 사이트에는 다른 사람의 손을 빌리지 않고 플레이어 자신이 수수께끼를 푸는 즐거움을 맛봐 주었으면 한다는 이유로 "팬 사이트 등에 공략과 관련된 게시물을 올리는 행위는 자제를 부탁드립니다."라는 공지가 게시되어 있다.

## 시리즈 목록
- 레이튼 교수와 이상한 마을(일본어: レイトン教授と不思議な町 / 영어: Professor Layton and the Curious Village)[4]
- 레이튼 교수와 악마의 상자(일본어: レイトン教授と悪魔の箱 / 영어: Professor Layton and the Diabolical Box)[5]
- 레이튼 교수와 최후의 시간여행(일본어: レイトン教授と最後の時間旅行  / 영어: Professor Layton and the Unwound Future)
- 레이튼 교수와 마신의 피리(일본어: レイトン教授と魔神の笛 / 영어: Professor Layton and the Last Specter)
- 레이튼 교수와 기적의 가면(일본어: レイトン 教授と奇跡の仮面 / 영어: Professor Layton and the Mask of Miracle)
- 레이튼 교수와 초문명 A의 유산
- 레이튼 교수와 런던의 휴일(일본어: レイトン教授とロンドンの休日 / 영어: Professor Layton and the Holiday in London)

일본에서만 발매된 닌텐도 DS용 "레벨 5 프리미엄 실버/골드"에 추가된 사이드 스토리 게임이다. 이상한 마을에서 나왔던 10개의 수수께끼와 다른 2개의 수수께끼로 총 12개가 등장한다. 레이튼 교수는 그의 스승인 앤드류 슈레이더에게 사무실을 물려받으며, 루크는 레이튼의 그 사무실로 놀러간다는 이야기이다. 수수께끼를 풀때마다 '슈레이더의 쪽지'를 한개씩 얻을 수 있는데, 레이튼 교수와 악마의 상자의 스토리와 관련있는 내용이다.
- 레이튼 미스터리 저니: 일곱 대부호의 음모(일본어: レイトン ミステリージャーニー カトリーエイルと大富豪の陰謀 / 영어: Layton's Mystery Journey: Katrielle and the Millionaires' Conspirac)

## 참조

### 주해
1. ↑  일본어: レイトン教授, 영어: Professor Layton